# 2008年喬治亞總統選舉
2008年喬治亞總統選舉舉辦於2008年1月5日。這次選舉本來應在2008年秋季舉行，但由於2007年喬治亞示威而提前舉行。國會選舉亦同時舉行。選舉結果是時任總統米哈伊·薩卡希維利以53.7%的得票率當選。